# 5951 Alicemonet
5951 Alicemonet è un asteroide della fascia principale. Scoperto nel 1986, presenta un'orbita caratterizzata da un semiasse maggiore pari a 2,1968782 UA e da un'eccentricità di 0,2187803, inclinata di 5,37272° rispetto all'eclittica.